# The Mystery of Life
A The Mystery of Life Johnny Cash 1991-es albuma amely a Mercury Records gondozásában jelent meg. Ez az utolsó lemez amelyet Cash ennél a stúdiónál készített. 2003-ban az albumot újra kiadták, ezen a lemezen szerepel a The Wanderer (U2) bónuszdalként.

## Dalok
1. The Greatest Cowboy of Them All (Cash) – 3:34
2. I'm an Easy Rider (Cash) – 2:36
3. The Mystery of Life (Cash) – 3:11
4. Hey Porter (Cash) – 2:20
5. Beans for Breakfast (Cash) – 3:18
6. Goin' by the Book (Chet Atkins/Les Paul) – 3:19
7. Wanted Man (Bob Dylan) – 2:52
8. I'll Go Somewhere and Sing My Songs Again" (Tom T. Hall) – 3:11
9. The Hobo Song (John Prine) – 3:32
10. Angel and the Badman (Cash) – 2:24

### Bónuszdalok
1. The Wanderer" (Bono, Adam Clayton, The Edge) – 4:44

## Munkatársak
- Johhny Cash – ének, akusztikus gitár
- Anita Carter – ének
- Jim Dant – ének
- Debra Dekelait – ének
- John Prine – ének
- Jack Clement – akusztikus gitár, dobro, ukulele
- David Ferguson – ének, akusztikus gitár
- Jamie Hartford – ének, mandolin
- Irving Kane – ének, kürt
- Marty Stuart – ének, akusztikus gitár, elektromos gitár, mandolin
- Jim Soldi – ének, akusztikus gitár, elektromos gitár
- Jimmy Tittle – ének, basszusgitár
- Lloyd Green – steel gitár
- Kerry Marx – akusztikus gitár, elektromos gitár,
- Mark Howard – akusztikus gitár, elektromos gitár, mandolin
- W.S. Holland – dob
- Kenny Malone – dob
- Roy Huskey Jr, Steve Logan – Acoustic Bass
- Earl Ball – zongora
- Jack Hale – kürt
- Mark O'Connor – hegedű

### További munkatársak
- Andy McKaie – producer
- Brian Eno – producer
- Richard Adler – hangmérnök
- Benny Quinn – Mastering
- Suha Gur – digitális vágás
- Alan Messer – fénykép
- Vartan – művészeti vezető
- Kim Markovchick – művészeti vezető
- Ryan Null – fénykép
- Beth Stempel – produkciós vezető
- June Carter Cash – Liner Notes: bevezető szöveg

## A Billboard listán
Album – Billboard
| Év   | Lista           | Helyezés |
| ---- | --------------- | -------- |
| 1991 | Country albumok | 70       |

Kislemezek – Billboard
| Év   | Kislemez            | Lista              | Helyezés |
| ---- | ------------------- | ------------------ | -------- |
| 1990 | "Goin' by the Book" | Country kislemezek | 69       |

## Külső hivatkozások
- A Linkgyűjtemény
- A Magyar Portál